# 永寧郡 (邕州)
永寧郡，是宋代邕州的郡名，其地在今廣西省。郡名在宋代無實際意義。元豐戶五千二百八十八。宣化縣、武緣縣。羈縻州四十四，縣五，洞十一。